# Pamir Pekin
Pamir Pekin (* 31. Mai 1979 in Istanbul) ist ein türkischer Schauspieler.

## Leben und Karriere
Pamir Pekin wurde am 31. Mai 1979 in Istanbul geboren. Er studierte an der Marmara-Universität. Sein Debüt gab er 2007 in der Fernsehserie Komiser Nevzat. Zudem war er in Hülya Avşars Musikvideo A Benim Akılsızım zu sehen. Unter anderem bekam Pekin 2014 eine Rolle in Muhteşem Yüzyıl. 
Von 2015 bis 2016 spielte er in der Serie Beziehungsstatus: kompliziert! die Hauptrolle. Anschließend wurde er 2018 für die Serie Hayat Şarkısı gecastet. 2021 trat Pekin in Olağan Şüpheliler auf.

## Filmografie
Filme
- 2013: Günce

Serien
- 2007: Komiser Nevzat
- 2008: Vurgun
- 2010: Lale Devri
- 2012: İbreti Ailem
- 2013: Güzel Çirkin
- 2014: Muhteşem Yüzyıl
- 2015–2016: Beziehungsstatus: kompliziert!
- 2017: Hayat Şarkısı
- 2020: Bir Annenin Günahı
- 2021: Olağan Şüpheliler
- 2022–2023: Gelsin Hayat Bildiği Gibi
- seit 2023: Arka Sokaklar